# Jürgen Damm
Jürgen Damm Rascón (Tuxpan, 7 novembre 1992) è un calciatore messicano, centrocampista o attaccante dell'Oakland Roots.

## Biografia
I genitori sono entrambi messicani: ha ereditato il cognome di origine tedesca dal nonno paterno, mentre il nome sarebbe stato scelto dal padre.

## Caratteristiche tecniche
Ala destra, può giocare anche come esterno di centrocampo sulla destra o come ala sinistra. Calciatore di talento, promettente, dotato di un buon controllo di palla e di un buon dribbling, le sue armi migliori sono la resistenza e la velocità: secondo uno studio voluto dal CF Pachuca, ma riconosciuto dalla FIFA, con una velocità massima di 35,23 km/h, è uno dei calciatori più veloci al mondo palla al piede, precisamente il secondo, alle spalle del solo Gareth Bale (36,9).

## Carriera

### Club
Il giocatore, oggi in forza al Tigres, nel campionato messicano, ha svolto un provino con il Manchester United, che non l'ha tesserato per dei problemi col permesso di lavoro.
Il 1º luglio 2020, appena svincolatosi dal Tigres, firma con l'Atlanta United.

### Nazionale
Ha già ricevuto una convocazione nella Nazionale messicana.
Viene convocato per la Copa América Centenario negli Stati Uniti, ma non può parteciparvi per infortunio e viene sostituito da Cándido Ramírez.

## Palmarès

### Club

#### Competizioni nazionali
- Campionato messicano: 3

Tigres UANL: Apertura 2015, Apertura 2016, Apertura 2017
- Campeón de Campeones: 3

Tigres UANL: 2016, 2017, 2018